# Vajdasági körzetek
Szerbia a következő közigazgatási egységekre bontható fel:autonóm tartományok, körzetek, községek. 
Az egyetlen autonóm tartomány Vajdaság Autonóm Tartomány, amely hét közigazgatási körzetre van felosztva.
(Zárójelben a szerb elnevezés szerepel.)
| Körzet                                        | Székhely                              | Terület (km²) | Népesség (fő, 2002) | Népsűrűség (fő/km²) | Községek | Települések száma |
| --------------------------------------------- | ------------------------------------- | ------------- | ------------------- | ------------------- | --- | ----------------- |
| Dél-bácskai körzet (Južnobački okrug)         | Újvidék (Novi Sad)                    | 4 016         | 593 666             | 147,8               | - Bács (Bač) - Belcsény (Beočin) - Karlóca (Sremski Karlovci) - Óbecse (Bečej) - Palánka (Bačka Palanka) - Petrőc (Bački Petrovac) - Pétervárad (Petrovaradin) - Szenttamás (Srbobran) - Temerin (Temerin) - Titel (Titel) - Újvidék (Novi Sad) - Verbász (Vrbas) - Zsablya (Žabalj) | 77                |
| Dél-bánsági körzet (Južno-banatski okrug)     | Pancsova (Pančevo)                    | 4 245         | 313 937             | 73,6                | - Alibunár (Alibunar) - Antalfalva (Kovačica) - Fehértemplom (Bela Crkva) - Kevevára (Kovin) - Ópáva (Opovo) - Pancsova (Pančevo) - Versec (Vrsac) - Zichyfalva (Plandište) | 94                |
| Észak-bácskai körzet (Severnobački okrug)     | Szabadka (Subotica)                   | 1 784         | 200 140             | 112,2               | - Kishegyes (Mali Iđoš) - Szabadka (Subotica) - Topolya (Bačka Topola) | 45                |
| Észak-bánsági körzet (Severno-banatski okrug) | Nagykikinda (Kikinda)                 | 2 329         | 165 881             | 71,2                | - Ada (Ada) - Csóka (Čoka) - Magyarkanizsa (Kanjiža) - Nagykikinda (Kikinda) - Törökkanizsa (Novi Kneževac) - Zenta (Senta) | 50                |
| Közép-bánsági körzet (Srednje-banatski okrug) | Nagybecskerek (Zrenjanin)             | 3 256         | 208 456             | 64,0                | - Bégaszentgyörgy (Žitište) - Magyarcsernye (Nova Crnja) - Nagybecskerek (Zrenjanin) - Torontálszécsány (Sečanj) - Törökbecse (Novi Bečej) | 55                |
| Nyugat-bácskai körzet (Zapadno-bački okrug)   | Zombor (Sombor)                       | 2 420         | 214 011             | 88,4                | - Apatin (Apatin) - Hódság (Odžaci) - Kúla (Kula) - Zombor (Sombor) | 37                |
| Szerémségi körzet (Sremski okrug)             | Szávaszentdemeter (Sremska Mitrovica) | 3 486         | 335 901             | 96,4                | - Indgyia (Inđija) - Ópazova (Stara Pazova) - Pecsince (Pećinci) - Ruma (Ruma) - Sid (Šid) - Szávaszentdemeter (Sremska Mitrovica) - Ürög (Irig) | 109               |